# Carlos Martínez Garrido
Carlos Leopoldo Martínez Garrido (Córdoba, España, 9 de febrero de 1989) es un exfutbolista español que jugaba como centrocampista en la posición de mediocentro ofensivo en el Lincoln Red Imps Football Club de la Primera División de Gibraltar. Ahora trabaja de profesor de educación física en un colegio diosesano en Córdoba, España.

## Carrera
Carlos se formaría como jugador en las bases del Córdoba CCF, hasta el primer año de amateur donde estuvo cedido en el Montilla para regresar posteriormente al filial del Córdoba CCF. Con apenas 22 años conseguía acceder al Córdoba CCF, equipo de su ciudad natal en la campaña 2011/2012, llegando a debutar en copa del rey ante el Real Murcia. Fue a la temporada cuando se marchó al Lucena CF y en Segunda B jugó 27 encuentros, llegando a disputar el play off de ascenso a la 2ª división española. 
En la temporada 2013-14, formaría parte de la plantilla de La Hoya Lorca CF, equipo en el que disputó 29 encuentros, 19 como titular y anotó un total de siete goles.y disputó los play off por el ascenso a la 2ª categoría del fútbol español. 
En la siguiente temporada, firma con el FC Cartagena donde disputaría 30 partidos anotando 4 goles. En el último partido de play-off por el descenso se convertiría en el 'héroe' de Las Palmas al anotar el gol del empate a 1 en el campo de Las Palmas Atlético que le proporcionaría quedarse en la categoría al club blanquinegro.
En verano de 2015 regresa al Lorca Fútbol Club, con el que ascendería a la Liga 123 siendo campeón del Grupo IV y ascendiendo en los play-off.
El 18 de agosto de 2017, debuta en la Liga 123 marcando un gol en la victoria para el equipo de Curro Torres, frente a la Cultural Leonesa en el primer partido de liga disputado en el Estado Artés Carrasco. En el 2018 tuvo un paso fugaz por el Real Murcia con el que llegó a ser pieza importante para luchar por el ascenso a 2ª división, sueño truncado por el Elche club de  fútbol en el play off de ascenso. 
Durante las temporadas 2018-19 y 2019-20 jugaría en el Recreativo de Huelva, habiendo disputado los playoffs de ascenso a la segunda división en la 2018/2019.
Tras comenzar la temporada 2020-21 sin equipo, en febrero de 2021 firma por el Lincoln Red Imps Football Club de la Primera División de Gibraltar.Logrando doblete, título de liga y copa, y consiguiendo el billete para disputar la UEFA Conference League.
Actualmente, se encuentra retirado desde el 2022, fecha en la que puso fin a su carrera deportiva después algunas lesiones. 

## Clubes
| Club                           | País      | Temporada  | Categoría                     | Partidos | Goles |
| ------------------------------ | --------- | ---------- | ----------------------------- | -------- | ----- |
| Lucena                         | España    | 2012–2013  | Segunda B                     | 27       | 5     |
| La Hoya Lorca                  | España    | 2013–2014  | Segunda B                     | 35       | 11    |
| FC Cartagena                   | España    | 2014–2015  | Segunda B                     | 29       | 3     |
| Lorca FC                       | España    | 2015–2017  | Segunda B                     | 62       | 10    |
| Lorca FC                       | España    | 2017–2018  | Segunda División              | 10       | 1     |
| Real Murcia                    | España    | 2017–2018  | Segunda B                     | 12       | 3     |
| Recreativo de Huelva           | España    | 2018-2020  | Segunda B                     | 52       | 3     |
| Lincoln Red Imps Football Club | Gibraltar | 2021 -2021 | Primera División de Gibraltar | 11       | 6     |